# Friederike Hauffe
Friederike Hauffe (née Friederike Wanner le 23 septembre 1801 à Prevorst, morte le 25 août 1829 à Löwenstein) est connue sous le nom de la « Voyante de Prevorst » (Seherin von Prevorst, en allemand).

## Biographie
Elle est la fille de gardes forestiers de Prevorst. Dans sa jeunesse qu'elle décrit comme saine et vivante, elle vit avec son grand-père Schmidgall à Löwenstein. De 17 à 19 ans, elle vit avec ses parents à Oberstenfeld. En 1821, elle épouse Gottlieb Hauffe, un cousin commerçant à Kürnbach. Ensemble ils ont deux enfants.
Au cours des voyages qu'elle fait avec son époux dans le sud-ouest de l'Allemagne, en 1825, elle montre des symptômes de « possession par les esprits et les démons ». Elle dit percevoir des voix et des apparences lumineuses puis avoir prédit des événements qui se sont réalisés. Puis, elle resta alitée à la suite de diverses infirmités et en particulier à cause de convulsions qui la saisissaient et lui donnaient un aspect de cadavre. Dans cet état, elle prétend être visitée par des esprits qui lui confièrent quelques secrets de leurs vies passées qu'il fut assez aisé de vérifier. Les esprits qui la visitaient se singularisaient par des bruits divers, des jets d'objets variés, l'allumage ou l'extinction des chandelles.
Du 25 novembre 1826 jusqu'à sa mort, le médecin Justinus Kerner lui diagnostique le somnambulisme par la méthode des lignes magnétiques d'après la théorie du magnétisme animal de Franz-Anton Mesmer.
Friederike Hauffe passe les deux dernières années de sa vie dans la maison de Kerner à Weinsberg, où elle reçoit la visite d'inconnus et de célébrités : Franz Xaver von Baader, Joseph Görres, Friedrich Wilhelm Joseph von Schelling, Johann Karl Passavant (de), Friedrich Daniel Ernst Schleiermacher, Karl August von Wangenheim (de)...
Le rapport médical de Justinus Kerner mis sous forme de roman et publié en 1829 sous le nom de Die Seherin von Prevorst est un grand succès en son temps.
Un cas comparable apparaît en 1842 : Gottliebin Dittus, originaire de Möttlingen décrit par Johann Christoph Blumhardt.